# Фоча (громада)
Фоча (серб. Општина Фоча) — боснійська громада, розташована в регіоні Істочно-Сараєво Республіки Сербської. Адміністративним центром є місто Фоча.